# Nikolai Michailowitsch Amossow

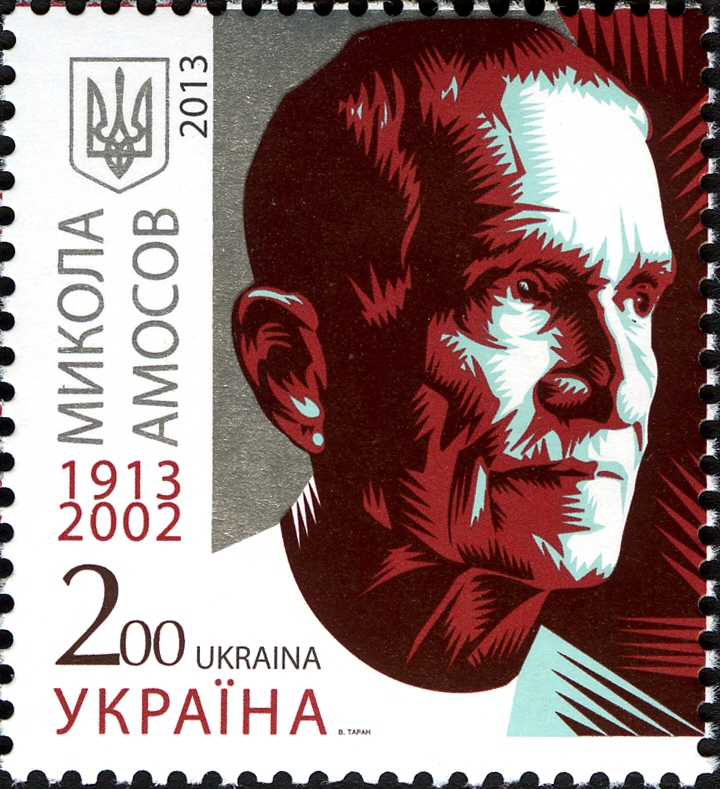
Ukrainische Briefmarke mit Amossow (2013)

Nikolai Michailowitsch Amossow (* 6. Dezember 1913 in Olchowo, Gouvernement Nowgorod, Russisches Kaiserreich; † 12. Dezember 2002 in Kiew) war ein russisch-ukrainischer Herzchirurg, Konstrukteur und Buchautor. Er zählte zu den bekanntesten Ärzten in der Geschichte der Sowjetunion und erhielt eine Reihe von hochrangigen staatlichen Auszeichnungen, darunter 1961 den Leninorden und 1973 den Ehrentitel Held der sozialistischen Arbeit. Aufgrund seiner Forschung gilt er als Wegbereiter der Anwendung der Herz-Lungen-Maschine in der Sowjetunion. Sein spezielles Interesse neben der Chirurgie galt der Kybernetik.

## Leben
Nikolai Amossow wurde 1913 in eine Bauernfamilie geboren und besuchte die Schule in Tscherepowez sowie anschließend eine technische Berufsschule, die er als Maschinenbauer abschloss. Ab 1932 arbeitete er als Schichtleiter in einem Kraftwerk in Archangelsk. Nach seiner Heirat im Jahr 1934 begann er im selben Jahr ein technisches Fernstudium und ein Jahr später zusammen mit seiner Frau ein Medizinstudium an der Medizinischen Hochschule in Archangelsk, das er 1939 mit Auszeichnung abschloss. Er spezialisierte sich anschließend in Chirurgie. Im Jahr 1940 schloss er auch sein Fernstudium zum Ingenieur ab. Anschließend ging er in seine Heimatstadt Tscherepowez zurück, um am dortigen Krankenhaus als Chirurg zu arbeiten. Ab 1941 war er aufgrund des Zweiten Weltkriegs als leitender Chirurg in einem mobilen Hospital tätig. Drei Jahre später heiratete er eine Mitarbeiterin des Feldkrankenhauses, nachdem er bereits vorher mit seiner ersten Frau in Trennung gelebt hatte und sie ebenfalls einen anderen Mann geheiratet hatte.
Nach dem Ende des Krieges in Europa wurde er in die Mandschurei geschickt, um in einem Kriegsgefangenenlager typhuskranke japanische Soldaten zu versorgen. Nach einer kurzen Phase in Moskau wurde er Leiter der Abteilung für Chirurgie am Regionalkrankenhaus in Brjansk. Im November 1952 wechselte er an das Veteranenhospital in Kiew, seine Frau begann ein Medizinstudium an der dortigen Medizinischen Hochschule. Ein Jahr später promovierte er mit einer Arbeit zur Resektion der Lunge bei Tuberkulose. Ab 1955 begann er, sich neben Operationen an der Lunge auch der Herzchirurgie zuzuwenden. Im Jahr 1956 wurde seine Tochter geboren, zwei Jahre später schloss seine Frau ihr Medizinstudium ab.
Ein Jahr zuvor wurde ein Erlebnis während eines Chirurgenkongresses in Mexiko zu einem Wendepunkt seines wissenschaftlichen Lebens: er beobachtete hier während einer Operation erstmals den Einsatz einer Herz-Lungen-Maschine. Da eine Beschaffung des Gerätes aus dem Ausland nicht möglich war, veranlasste er an seiner eigenen Klinik einen Nachbau. Nach Versuchen an Hunden und erfolglosen Operationen an Menschen wurde 1959 erstmals eine Operation an einem Patienten erfolgreich mit diesem Gerät durchgeführt. 1962 führte ihn eine Dienstreise durch die Vereinigten Staaten, wo er mehrere bekannte Herzchirurgen kennenlernte und sich neue OP-Techniken aneignete. Im selben Jahr wurde er zum korrespondierenden Mitglied der Russischen Akademie der Medizinischen Wissenschaften gewählt und erhielt zusammen mit vier anderen Lungenchirurgen den Leninorden. Ab 1969 war er Mitglied der Akademie der Wissenschaften der Ukrainischen SSR. Darüber hinaus fungierte er von 1962 bis 1979 als Deputierter im Obersten Sowjet der UdSSR, obwohl er zeit seines Lebens nie Mitglied der Kommunistischen Partei war.
In den folgenden Jahren widmete er sich hauptsächlich der Verbesserung des eigenen Modells der Herz-Lungen-Maschine und verschiedener herzchirurgischer OP-Techniken. Nach einem Neubau der Klinik von 1972 bis 1975 wurde diese 1983 in ein eigenständiges Institut für Herzchirurgie umgewandelt, dessen Direktor wurde Nikolai Amossow. Am Institut fanden rund 4000 Herzoperationen pro Jahr statt, davon rund 2000 mit Unterstützung durch eine Herz-Lungen-Maschine. Im Dezember 1988 zog sich Nikolai Amossow im Alter von 75 Jahren vom Posten des Institutsdirektors zurück, führte jedoch noch bis 1992 selbst Operationen durch. Nachdem sich sein Gesundheitszustand ab dem Beginn der 1990er Jahre aufgrund von Herzproblemen zunehmend verschlechterte und ihm unter anderem ein Herzschrittmacher implantiert wurde, unterzog er sich im Mai 1999 einer Untersuchung und Herzoperation im Herz- und Diabeteszentrum Nordrhein-Westfalen in Bad Oeynhausen. Drei Jahre später erlitt er einen Schlaganfall und starb im Dezember desselben Jahres. Er wurde auf dem Kiewer Baikowe-Friedhof beerdigt.
Der Asteroid des äußeren Hauptgürtels (2948) Amosov ist nach ihm benannt.

## Literarisches Wirken
Nach dem Tod eines jungen Mädchens während einer Herzoperation begann Nikolai Amossow, seine Gedanken und Empfindungen niederzuschreiben. Das sich daraus ergebende tagebuchartige Manuskript erweiterte er wiederholt im Laufe der folgenden Zeit. Die Veröffentlichung erfolgte zunächst in Form von Fortsetzungen in einer Zeitschrift und später als Buch, das in zehn Sprachen übersetzt wurde und eine Gesamtauflage von rund sieben Millionen Exemplaren erreichte. Fremdsprachige Ausgaben erschienen unter anderem auch in Englisch unter dem Titel „Thoughts and the Heart“ und in der Deutschen Demokratischen Republik (DDR) in zwei Bänden mit dem Titel „Herzen in meiner Hand“. Weitere seiner Bücher beschäftigten sich mit seinen Ansichten zu zukünftigen Entwicklungen („Notes from Future“) und seinen Kriegserinnerungen („PPG-22-66“).

## Werke
- The Open Heart. Simon and Schuster, New York 1966, OCLC 937684332.
- Herzen in meiner Hand. Erstes und zweites Buch. Verlag Kultur und Fortschritt, Berlin 1966, DNB 454573634.
- Notes from Future. Simon and Schuster, New York 1970, ISBN 0-671-20547-1; deutschsprachige Ausgabe: Die zweite Zukunft. Droemer Knaur, München / Zürich 1971, ISBN 3-426-08991-2. (Namensschreibweise hier: Nikolai M. Amosow)
- PPG-22-66. a surgeon's war. Henry Regnery Company, Chicago 1975, ISBN 0-8092-9055-3.